# La Providencia, Álamos
La Providencia är en ort i Mexiko.   Den ligger i kommunen Álamos och delstaten Sonora, i den västra delen av landet, 1 300 km nordväst om huvudstaden Mexico City. La Providencia ligger 55 meter över havet och antalet invånare är 282.
Terrängen runt La Providencia är platt. Runt La Providencia är det ganska tätbefolkat, med 70 invånare per kvadratkilometer. Närmaste större samhälle är Palo Verde, 15,9 km sydost om La Providencia. Trakten runt La Providencia består till största delen av jordbruksmark.